# Jacque Peak
Il Jacque Peak è una vetta delle Montagne Rocciose, alta 4026 metri, appartenente alla catena Gore Range, di cui costituisce un punto prominente. 
Si trova negli Stati Uniti, nello stato del Colorado, all'interno del parco White River National Forest e della Copper Mountain della Contea di Summit.